# قره‌حاجی علیا
قره‌حاجی علیا یکی از روستاهای استان آذربایجان شرقی است که در دهستان کندوان بخش کندوان شهرستان میانه واقع شده‌است.